# Michail Sjtalenkov
Michail Aleksejevitj Sjtalenkov, ryska: Михаил Алексеевич Шталенков, född 20 oktober 1965, är en rysk före detta professionell ishockeymålvakt som tillbringade sju säsonger i den nordamerikanska ishockeyligan National Hockey League (NHL), där han spelade för Mighty Ducks of Anaheim, Edmonton Oilers, Phoenix Coyotes och Florida Panthers. Han släppte in i genomsnitt 2,89 mål per match och höll nollan (inte släppt in ett mål under en match) åtta gånger på 190 grundspelsmatcher.
Sjtalenkov spelade också för HK Dynamo Moskva i sovjetiska mästerskapsserien och ryska superligan (RSL) samt för Milwaukee Admirals och San Diego Gulls i International Hockey League (IHL).
Han draftades av Mighty Ducks of Anaheim i femte rundan i 1993 års draft som 108:e spelare totalt.
Sjtalenkov vann en guldmedalj vid olympiska vinterspelen 1992 och en silvermedalj vid olympiska vinterspelen 1998.